# Crap Farreras
Crap Farreras är en bergstopp i Schweiz.   Den ligger i regionen Albula och kantonen Graubünden, i den östra delen av landet, 170 km öster om huvudstaden Bern. Toppen på Crap Farreras är 2 228 meter över havet.
Terrängen runt Crap Farreras är bergig. Närmaste större samhälle är Thusis, 16,1 km nordväst om Crap Farreras. 
Trakten runt Crap Farreras består i huvudsak av gräsmarker. Runt Crap Farreras är det glesbefolkat, med 11 invånare per kvadratkilometer.